# Mistrzostwa Gruzji w piłce siatkowej mężczyzn (2022/2023)
Mistrzostwa Gruzji w piłce siatkowej mężczyzn 2022/2023 – 31. sezon mistrzostw Gruzji w piłce siatkowej zorganizowany przez Gruziński Narodowy Związek Piłki Siatkowej. Zainaugurowany został 28 listopada 2022 roku.
W Mistrzostwach Gruzji w sezonie 2022/2023 uczestniczyło 8 drużyn: Batumi, Cageri, Gori, Gruziński Uniwersytet Techniczny (GTU), Kutaisi, Kwareli, KSW i Samtredia. Od drugiej rundy fazy zasadniczej klub KSW zastąpiony został przez zespół Uniwersytetu Gruzji (UG).
Rozgrywki składały się z fazy zasadniczej oraz fazy play-off. W fazie zasadniczej drużyny podzielone zostały na dwie grupy na podstawie wyników z poprzedniego sezonu zgodnie z systemem serpentyny. W grupach zespoły rozegrały między sobą po dwa mecze. Faza play-off składała się z ćwierćfinałów, meczów o miejsca 5-8, meczów o 3. miejsce oraz finałów. W ćwierćfinałach o awansie decydował jeden mecz, w pozostałych rundach zespoły w ramach pary rozgrywały dwumecze.
Finały i mecze o 3. miejsce odbyły się w dniach 30 kwietnia-1 maja 2023 roku w Pałacu Sportu w Telawi. Mistrzem Gruzji został klub GTU, który w finałach pokonał Batumi. Trzecie miejsce zajęła drużyna Cageri.

## Drużyny uczestniczące
W najwyższej lidze Mistrzostw Gruzji w sezonie 2022/2023 uczestniczyło 8 drużyn. W porównaniu z poprzednim sezonem do rozgrywek dołączyły dwa najlepsze zespoły I Ligi, tj. KSW oraz Samtredia. Drużyna KSW od drugiej rundy fazy zasadniczej została zastąpiona przez zespół Uniwersytetu Gruzji (UG).
| Mistrzostwa Gruzji 2022/2023                                                            | Mistrzostwa Gruzji 2022/2023 | Mistrzostwa Gruzji 2022/2023 |
| --------------------------------------------------------------------------------------- | ---------------------------- | ---------------------------- |
| CAG                                                                                     | Cageri                       | 1                            |
| GTU                                                                                     | GTU                          | 2                            |
| KUT                                                                                     | Kutaisi                      | 3                            |
| KWA                                                                                     | Kwareli                      | 4                            |
| BAT                                                                                     | Batumi                       | 5                            |
| GOR                                                                                     | Gori                         | 6                            |
| Awans z I Ligi                                                                          |                              |                              |
| KSW                                                                                     | KSW                          | 1                            |
| SAM                                                                                     | Samtredia                    | 2                            |
| Oznaczenia: - kolumna trzecia – miejsce zajęte przez daną drużynę w poprzednim sezonie. |                              |                              |

## Faza zasadnicza

### Tabela wyników
| Drużyna 1 \ Drużyna 2 | CAG | KUT | BAT | SAM |
| --------------------- | --- | --- | --- | --- |
| Cageri                |     | 3:0 | 1:3 | 3:1 |
| Kutaisi               | 0:3 |     | 1:3 | 3:0 |
| Batumi                | 3:2 | 3:0 |     | 3:0 |
| Samtredia             | 0:3 | 1:3 | 0:3 |     |

| Drużyna 1 \ Drużyna 2 | GTU | KWA | GOR | UG  |
| --------------------- | --- | --- | --- | --- |
| GTU                   |     | 3:0 | 3:0 | 3:1 |
| Kwareli               | 0:3 |     | 3:1 | 3:0 |
| Gori                  | 0:3 | 2:3 |     | 2:3 |
| UG                    | 0:3 | 2:3 | 0:3 |     |

### Terminarz i wyniki spotkań
| Data              | Godz. | Gospodarz | Rezultat                                | Gość      | *      |
| ----------------- | ----- | --------- | --------------------------------------- | --------- | ------ |
| I RUNDA – Gori    |       |           |                                         |           |        |
| 1. KOLEJKA        |       |           |                                         |           |        |
| 28.11.2022        | 15:00 | Cageri    | 3:1 (25:14, 25:18, 24:26, 25:15)        | Samtredia | raport |
| 28.11.2022        | 17:00 | Batumi    | 3:0 (25:16, 25:13, 25:22)               | Kutaisi   | raport |
| 2. KOLEJKA        |       |           |                                         |           |        |
| 29.11.2022        | 15:00 | Batumi    | 3:0 (25:15, 25:19, 25:12)               | Samtredia | raport |
| 29.11.2022        | 17:00 | Cageri    | 3:0 (25:19, 25:12, 25:14)               | Kutaisi   | raport |
| 3. KOLEJKA        |       |           |                                         |           |        |
| 30.11.2022        | 15:00 | Kutaisi   | 3:0 (25:23, 25:21, 25:21)               | Samtredia | raport |
| 30.11.2022        | 17:00 | Cageri    | 1:3                                     | Batumi    |        |
| 4. KOLEJKA        |       |           |                                         |           |        |
| 07.12.2022        | 15:00 | GTU       | 3:1 (25:19, 25:21, 23:25, 25:12)        | KSW       | raport |
| 07.12.2022        | 17:00 | Gori      | 2:3 (25:22, 17:25, 25:12, 18:25, 11:15) | Kwareli   | raport |
| 5. KOLEJKA        |       |           |                                         |           |        |
| 08.12.2022        | 15:00 | Gori      | 2:3 (25:20, 26:24, 22:25, 22:25, 13:15) | KSW       | raport |
| 08.12.2022        | 17:00 | GTU       | 3:0 (25:14, 25:15, 25:20)               | Kwareli   | raport |
| 6. KOLEJKA        |       |           |                                         |           |        |
| 09.12.2022        | 15:00 | KSW       | 2:3 (25:22, 20:25, 20:25, 25:16, 5:15)  | Kwareli   | raport |
| 09.12.2022        | 17:00 | Gori      | 0:3 (23:25, 23:25, 14:25)               | GTU       | raport |
| II RUNDA – Telawi |       |           |                                         |           |        |
| 7. KOLEJKA        |       |           |                                         |           |        |
| 10.03.2023        | 12:00 | Samtredia | 0:3 (19:25, 11:25, 26:28)               | Cageri    | raport |
| 10.03.2023        | 14:00 | Kutaisi   | 1:3 (11:25, 14:25, 25:19, 15:25)        | Batumi    | raport |
| 10.03.2023        | 16:00 | UG        | 0:3 (10:25, 20:25, 21:25)               | GTU       | raport |
| 10.03.2023        | 18:00 | Kwareli   | 3:1 (25:18, 21:25, 25:18, 25:16)        | Gori      | raport |
| 8. KOLEJKA        |       |           |                                         |           |        |
| 11.03.2023        | 12:00 | Samtredia | 0:3 (20:25, 12:25, 14:25)               | Batumi    | raport |
| 11.03.2023        | 14:00 | Kutaisi   | 0:3 (10:25, 21:25, 20:25)               | Cageri    | raport |
| 11.03.2023        | 16:00 | UG        | 0:3 (25:27, 20:25, 19:25)               | Gori      | raport |
| 11.03.2023        | 18:00 | Kwareli   | 0:3 (18:25, 21:25, 22:25)               | GTU       | raport |
| 9. KOLEJKA        |       |           |                                         |           |        |
| 12.03.2023        | 12:00 | Samtredia | 1:3 (20:25, 22:25, 27:25, 21:25)        | Kutaisi   | raport |
| 12.03.2023        | 14:00 | Batumi    | 3:2 (29:27, 22:25, 22:25, 25:23, 15:12) | Cageri    | raport |
| 12.03.2023        | 16:00 | Kwareli   | 3:0 (25:15, 25:13, 25:17)               | UG        | raport |
| 12.03.2023        | 18:00 | GTU       | 3:0 (25:16, 25:8, 25:15)                | Gori      | raport |

Źródło: 

### Tabela
Grupa A
| Lp. | Drużyna   | Pkt | Mecze | Mecze | Mecze | Rodzaj wyniku | Rodzaj wyniku | Rodzaj wyniku | Rodzaj wyniku | Rodzaj wyniku | Rodzaj wyniku | Sety | Sety | Sety |
| Lp. | Drużyna   | Pkt | M     | W     | P     | 3:0           | 3:1           | 3:2           | 2:3           | 1:3           | 0:3           | wyg. | prz. | +/–  |
| --- | --------- | --- | ----- | ----- | ----- | ------------- | ------------- | ------------- | ------------- | ------------- | ------------- | ---- | ---- | ---- |
| 1   | Batumi    | 17  | 6     | 6     | 0     | 3             | 2             | 1             | 0             | 0             | 0             | 18   | 4    | +14  |
| 2   | Cageri    | 13  | 6     | 4     | 2     | 3             | 1             | 0             | 1             | 1             | 0             | 15   | 7    | +8   |
| 3   | Kutaisi   | 6   | 6     | 2     | 4     | 1             | 1             | 0             | 0             | 1             | 3             | 7    | 13   | −6   |
| 4   | Samtredia | 0   | 6     | 0     | 6     | 0             | 0             | 0             | 0             | 2             | 4             | 2    | 18   | −16  |

Grupa B
| Lp. | Drużyna | Pkt | Mecze | Mecze | Mecze | Rodzaj wyniku | Rodzaj wyniku | Rodzaj wyniku | Rodzaj wyniku | Rodzaj wyniku | Rodzaj wyniku | Sety | Sety | Sety |
| Lp. | Drużyna | Pkt | M     | W     | P     | 3:0           | 3:1           | 3:2           | 2:3           | 1:3           | 0:3           | wyg. | prz. | +/–  |
| --- | ------- | --- | ----- | ----- | ----- | ------------- | ------------- | ------------- | ------------- | ------------- | ------------- | ---- | ---- | ---- |
| 1   | GTU     | 18  | 6     | 6     | 0     | 5             | 1             | 0             | 0             | 0             | 0             | 18   | 1    | +17  |
| 2   | Kwareli | 10  | 6     | 4     | 2     | 1             | 1             | 2             | 0             | 0             | 2             | 12   | 11   | +1   |
| 3   | Gori    | 5   | 6     | 1     | 5     | 1             | 0             | 0             | 2             | 1             | 2             | 8    | 15   | −7   |
| 4   | UG      | 3   | 6     | 1     | 5     | 0             | 0             | 1             | 1             | 1             | 3             | 6    | 17   | −11  |

Zasady ustalania kolejności: 1. liczba zdobytych punktów; 2. liczba wygranych meczów; 3. lepszy bilans setów.
Punktacja: 3:0 i 3:1 – 3 pkt; 3:2 – 2 pkt; 2:3 – 1 pkt; 1:3 i 0:3 – 0 pkt
Źródło: 

## Faza play-off

### I runda
Miejsce: Ozurgeti

#### Ćwierćfinały
| Data       | Godz. | Gospodarz | Rezultat                                | Gość      | *      |
| ---------- | ----- | --------- | --------------------------------------- | --------- | ------ |
| 04.04.2023 | 11:00 | Batumi    | 3:0 (25:10, 25:17, 25:10)               | UG        | raport |
| 04.04.2023 | 13:00 | GTU       | 3:0 (25:16, 25:22, 25:19)               | Samtredia | raport |
| 04.04.2023 | 15:00 | Cageri    | 3:2 (25:21, 22:25, 25:14, 13:25, 15:12) | Gori      | raport |
| 04.04.2023 | 17:00 | Kwareli   | 3:1 (27:25, 13:25, 25:20, 26:24)        | Kutaisi   | raport |

### II runda
Miejsce: Ozurgeti

#### Półfinały
(dwumecze)
| Data        | Godz.       | Gospodarz   | Rezultat                         | Gość         | *            |
| ----------- | ----------- | ----------- | -------------------------------- | ------------ | ------------ |
| Batumi (A1) | Batumi (A1) | Batumi (A1) | 2 – 0                            | (B2) Kwareli | (B2) Kwareli |
| 05.04.2023  | 15:00       | Kwareli     | 1:3 (18:25, 25:20, 16:25, 23:25) | Batumi       | raport       |
| 06.04.2023  | 15:00       | Kwareli     | 0:3 (15:25, 22:25, 17:25)        | Batumi       | raport       |
| GTU (B1)    | GTU (B1)    | GTU (B1)    | 2 – 0                            | (A2) Cageri  | (A2) Cageri  |
| 05.04.2023  | 17:00       | GTU         | 3:0 (25:21, 25:15, 25:21)        | Cageri       | raport       |
| 06.04.2023  | 17:00       | GTU         | 3:1 (25:13, 23:25, 25:19, 25:21) | Cageri       | raport       |

#### Mecze o miejsca 5-8
(dwumecze)
| Data         | Godz.        | Gospodarz    | Rezultat                               | Gość           | *              |
| ------------ | ------------ | ------------ | -------------------------------------- | -------------- | -------------- |
| Kutaisi (A3) | Kutaisi (A3) | Kutaisi (A3) | 2 – 0                                  | (B4) UG        | (B4) UG        |
| 05.04.2023   | 11:00        | Kutaisi      | 3:2 (25:20, 25:22, 23:25, 20:25, 15:8) | UG             | raport         |
| 06.04.2023   | 11:00        | Kutaisi      | 3:0 (25:21, 28:26, 25:23)              | UG             | raport         |
| Gori (B3)    | Gori (B3)    | Gori (B3)    | 0 – 2                                  | (A4) Samtredia | (A4) Samtredia |
| 05.04.2023   | 13:00        | Gori         | 1:3 (25:20, 20:25, 22:25, 22:25)       | Samtredia      | raport         |
| 06.04.2023   | 13:00        | Gori         | 0:3 (22:25, 22:25, 15:25)              | Samtredia      | raport         |

### III runda
Miejsce: Telawi

#### Finały
(dwumecze)
| Data        | Godz.       | Gospodarz   | Rezultat                                | Gość     | *        |
| ----------- | ----------- | ----------- | --------------------------------------- | -------- | -------- |
| Batumi (A1) | Batumi (A1) | Batumi (A1) | 1 – 1 (3 – 5)                           | (B1) GTU | (B1) GTU |
| 30.04.2023  | 18:00       | Batumi      | 3:2 (25:21, 25:22, 18:25, 25:27, 17:15) | GTU      | raport   |
| 01.05.2023  | 18:00       | GTU         | 3:0 (25:20, 25:12, 26:24)               | Batumi   | raport   |

#### Mecze o 3. miejsce
(dwumecze)
| Data        | Godz.       | Gospodarz   | Rezultat                        | Gość         | *            |
| ----------- | ----------- | ----------- | ------------------------------- | ------------ | ------------ |
| Cageri (A2) | Cageri (A2) | Cageri (A2) | 2 – 0                           | (B2) Kwareli | (B2) Kwareli |
| 30.04.2023  | 16:00       | Cageri      | 3:0 (25:21, 25:12, 25:22)       | Kwareli      | raport       |
| 01.05.2023  | 16:00       | Kwareli     | 1:3 (10:25, 25:17, 15:25, 9:25) | Cageri       | raport       |

#### Mecz o 5. miejsce
| Data       | Godz. | Gospodarz | Rezultat      | Gość      | * |
| ---------- | ----- | --------- | ------------- | --------- | - |
| 28.04.2023 | 12:00 | Kutaisi   | mecz odwołany | Samtredia | — |

#### Mecz o 7. miejsce
| Data       | Godz. | Gospodarz | Rezultat      | Gość | * |
| ---------- | ----- | --------- | ------------- | ---- | - |
| 28.04.2023 | 14:00 | Gori      | mecz odwołany | UG   | — |

## Klasyfikacja końcowa
| Poz. | Drużyna   |
| ---- | --------- |
| 1.   | GTU       |
| 2.   | Batumi    |
| 3.   | Cageri    |
| 4.   | Kwareli   |
| 5.   | Kutaisi   |
| 5.   | Samtredia |
| 7.   | Gori      |
| 7.   | UG        |